# Colonna della Madonna

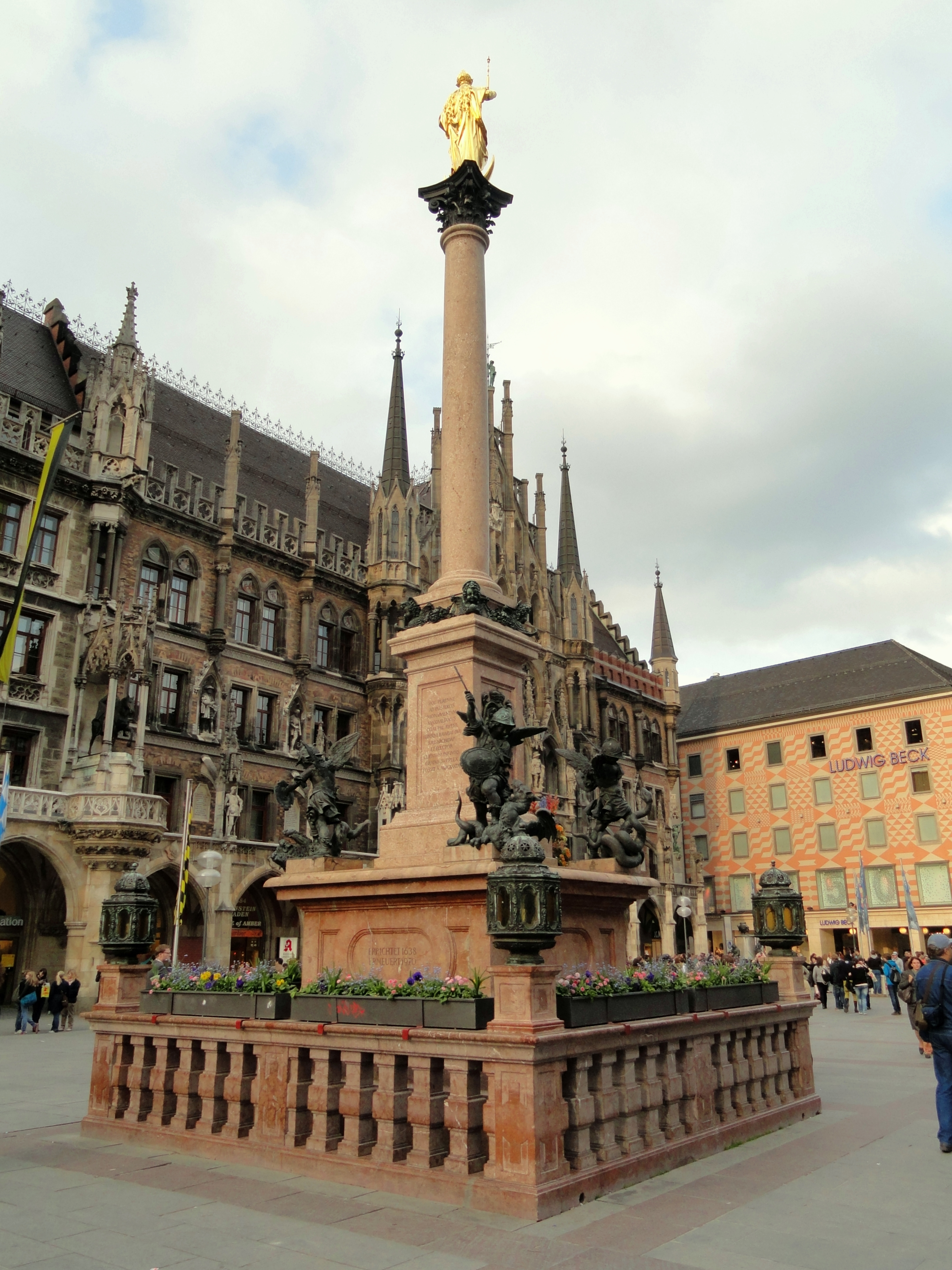
La colonna della Madonna al centro della Piazza Maria

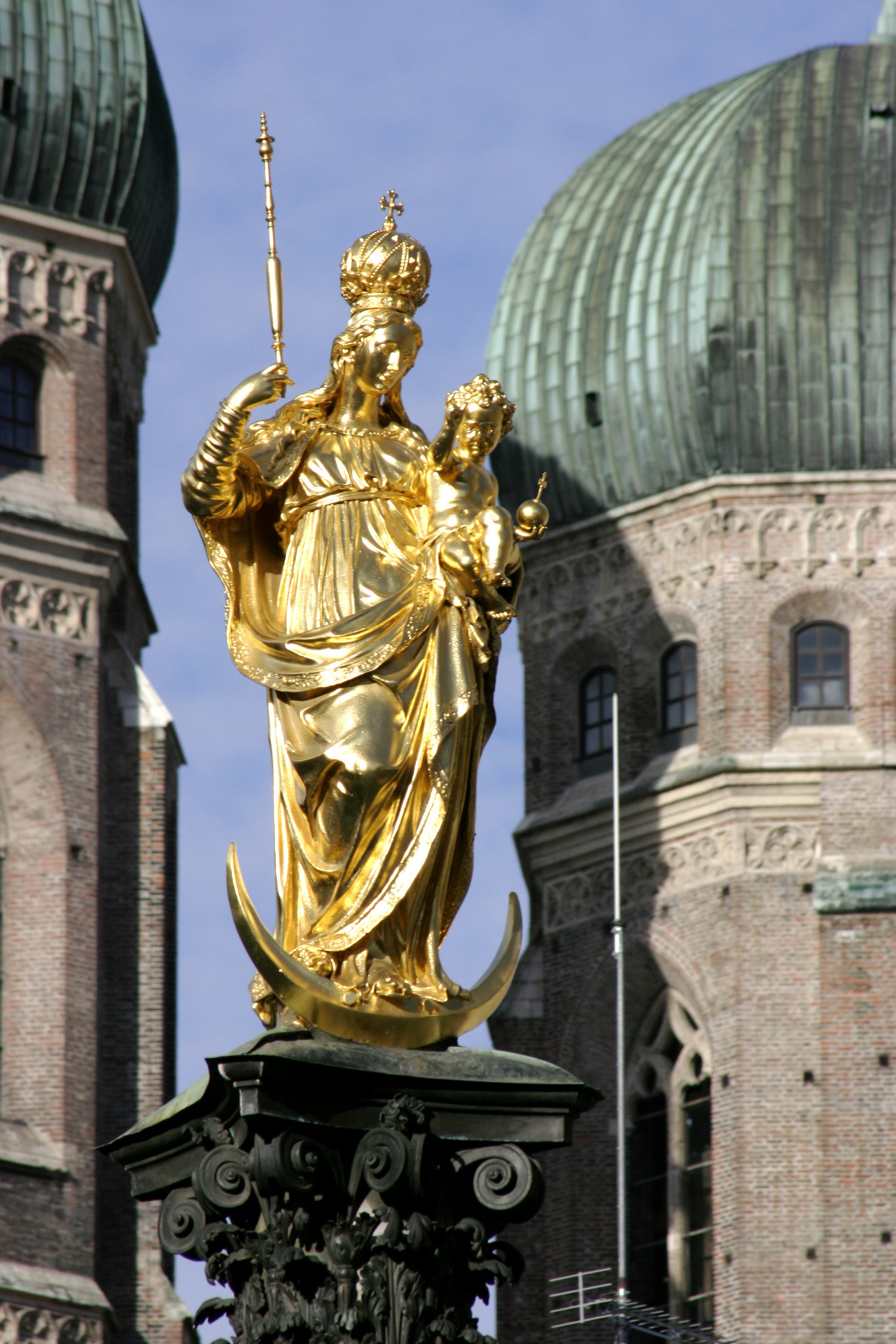
La statua dorata di Maria col bimbo

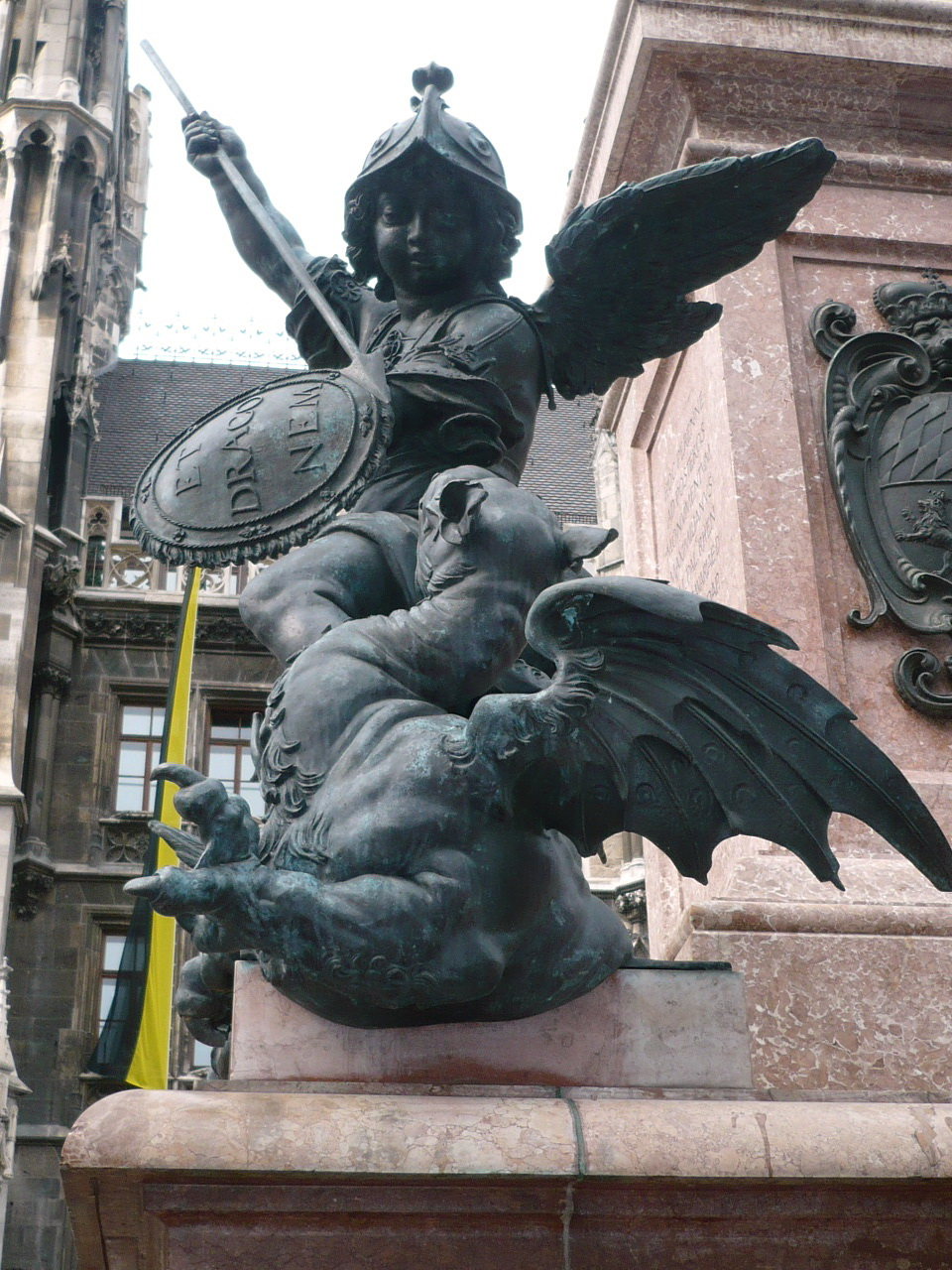
Il drago ai piedi della statua

La Mariensäule (ovvero Colonna della Madonna) sulla Marienplatz a Monaco di Baviera è una statua raffigurante la Madonna (venerata come Patrona Bavariae, la protettrice del paese) con il bambino Gesù con corona e lo scettro in mano, in piedi su una falce di luna, il tutto su una colonna di marmo rosso.
La colonna fu eretta nel 1638, dopo la guerra dei trent'anni, per volontà del duca Massimiliano I, elettore di Baviera; alla sua base sono posti quattro putti, realizzati da Ferdinand Murmann e raffigurati nell'atto di sconfiggere la fame, la guerra, la peste e l'eresia. La statua dorata della Vergine risale al 1590, ed è opera di Hubert Gerhard.

## Storia
Durante la Guerra dei Trent'anni, l'elettore Massimiliano I fece voto di far costruire un'"opera gradita a Dio" se Monaco e Landshut fossero state risparmiate dalla guerra. Tuttavia, la città di Monaco di Baviera fu occupata dalle truppe svedesi durante la guerra e il comando dell'esercito ne chiese la distruzione, anche come rappresaglia per la distruzione di Magdeburgo. Tuttavia, in questa situazione pericolosa per Monaco, il re svedese Gustavo II Adolfo decise di non comandare il suo esercito. Dopo che entrambe le città furono risparmiate durante la guerra – si parlò del miracolo di Monaco – Massimiliano fece costruire la colonna mariana in marmo Adnet sulla Marienplatz di Monaco nel 1638. L'iscrizione latina si riferisce al suo voto e alla venerazione di Maria come patrona della Baviera:
Al grandissimo Dio benevolo, la vergine Madre di Dio, la graziosa padrona e la nobile patrona della Baviera, per la preservazione della sua patria, delle città, dell'esercito, di se stesso, della sua casa e delle sue speranze, ha eretto con gratitudine e umiltà questo monumento duraturo per i suoi discendenti Massimiliano, Conte Palatino del Reno, Duca dell'Alta e della Bassa Baviera, ArciTruchsess del Sacro Romano Impero ed Elettore, tra i suoi servitori l'ultimo, nel 1638.

## Religione

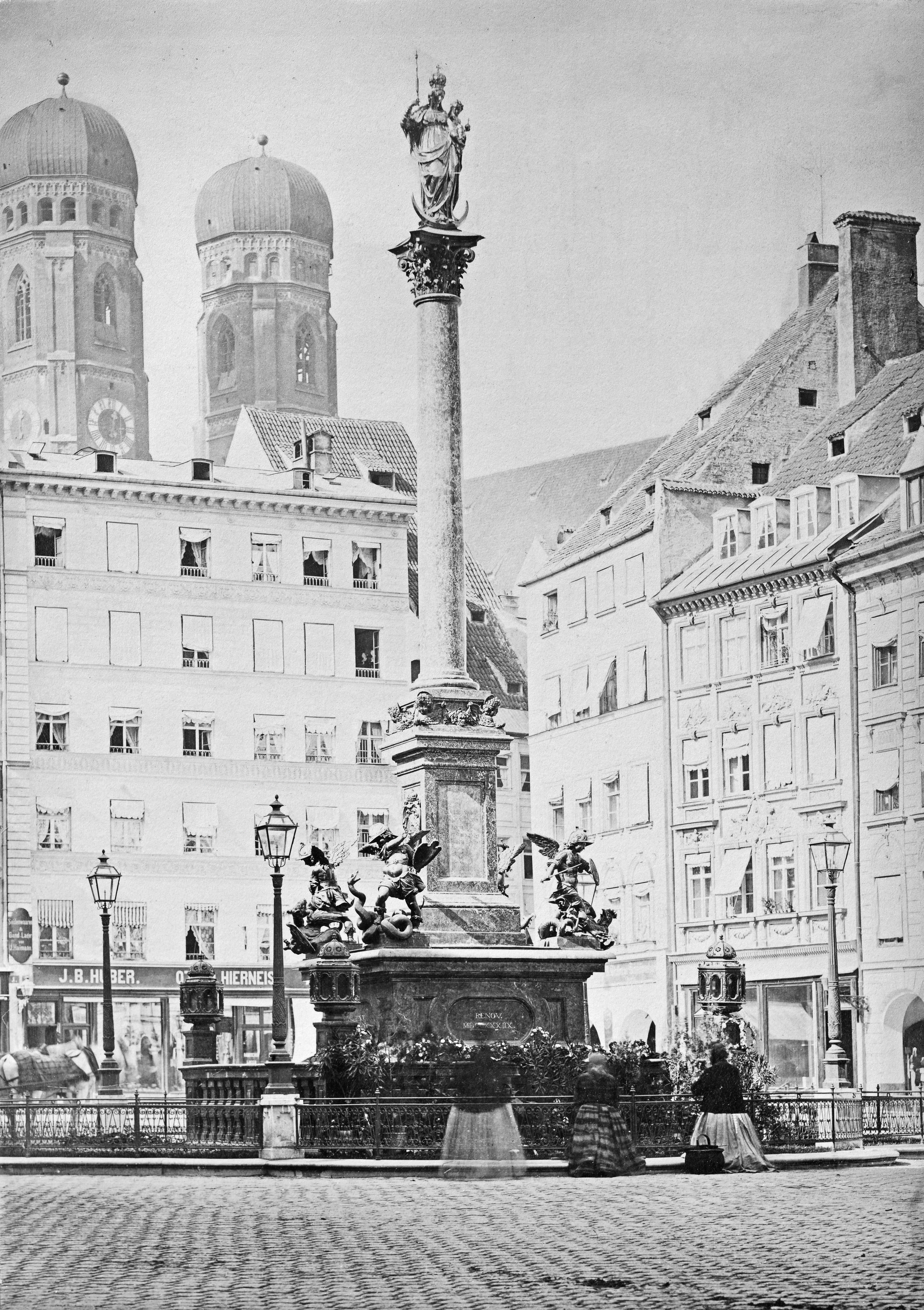
La Colonna mariana nel 1870

Fino al 1773, le processioni conducevano ogni anno alla colonna mariana la prima domenica dopo il giorno di Ognissanti. Come conseguenza della secolarizzazione, le litanie pubbliche alla Colonna Mariana furono vietate nel 1803, ma ripresero nel 1854. 

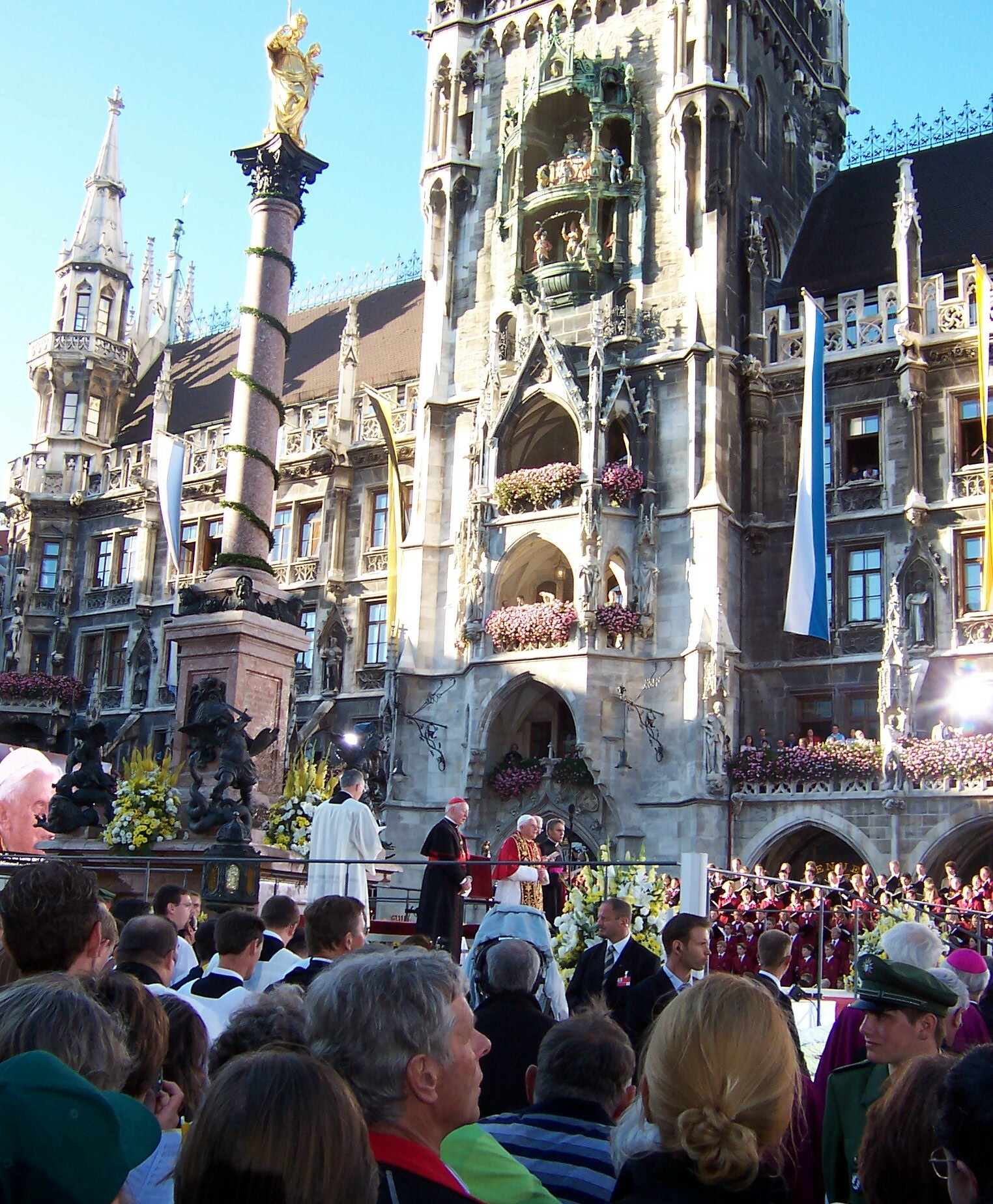
Papa Benedetto XVI prega davanti alla Colonna della Madonna, 9 settembre 2006

Ancora oggi, le preghiere pubbliche si svolgono presso la colonna mariana. Si recitano litanie, rosari, ecc., in particolare il sabato sera. Papa Pio VI vi pregò durante la sua visita a Monaco di Baviera nel 1782, Papa Giovanni Paolo II visitò la statua il 19 novembre 1980 e il suo successore Benedetto XVI la visitò il 9 settembre 2006 come parte del suo viaggio pastorale in Baviera. Tradizionalmente, gli arcivescovi di Monaco e Frisinga vengono ricevuti e salutati alla Colonna Mariana all'inizio e alla fine del loro mandato. 

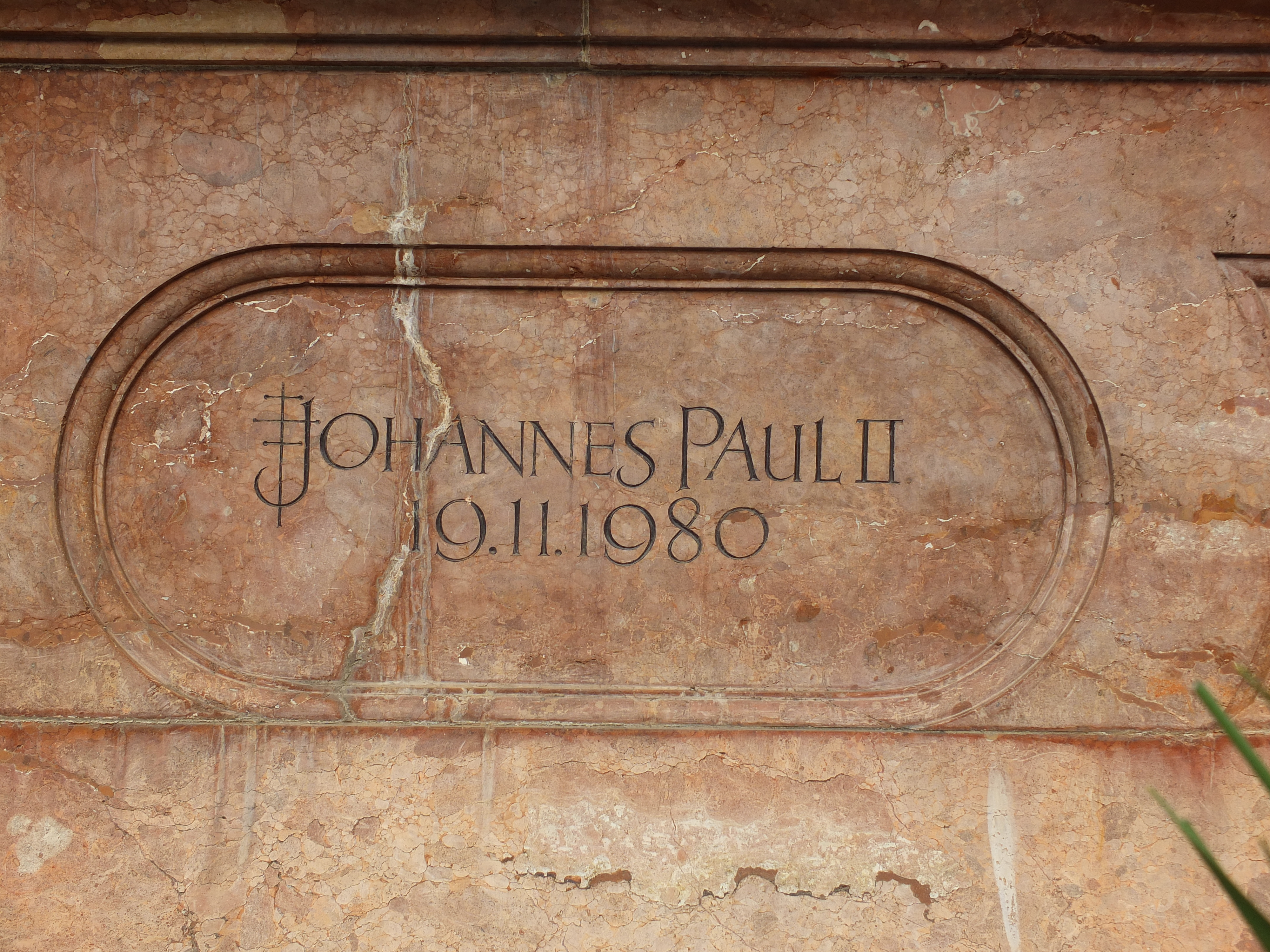
In ricordo della visita di Papa Giovanni Paolo II.

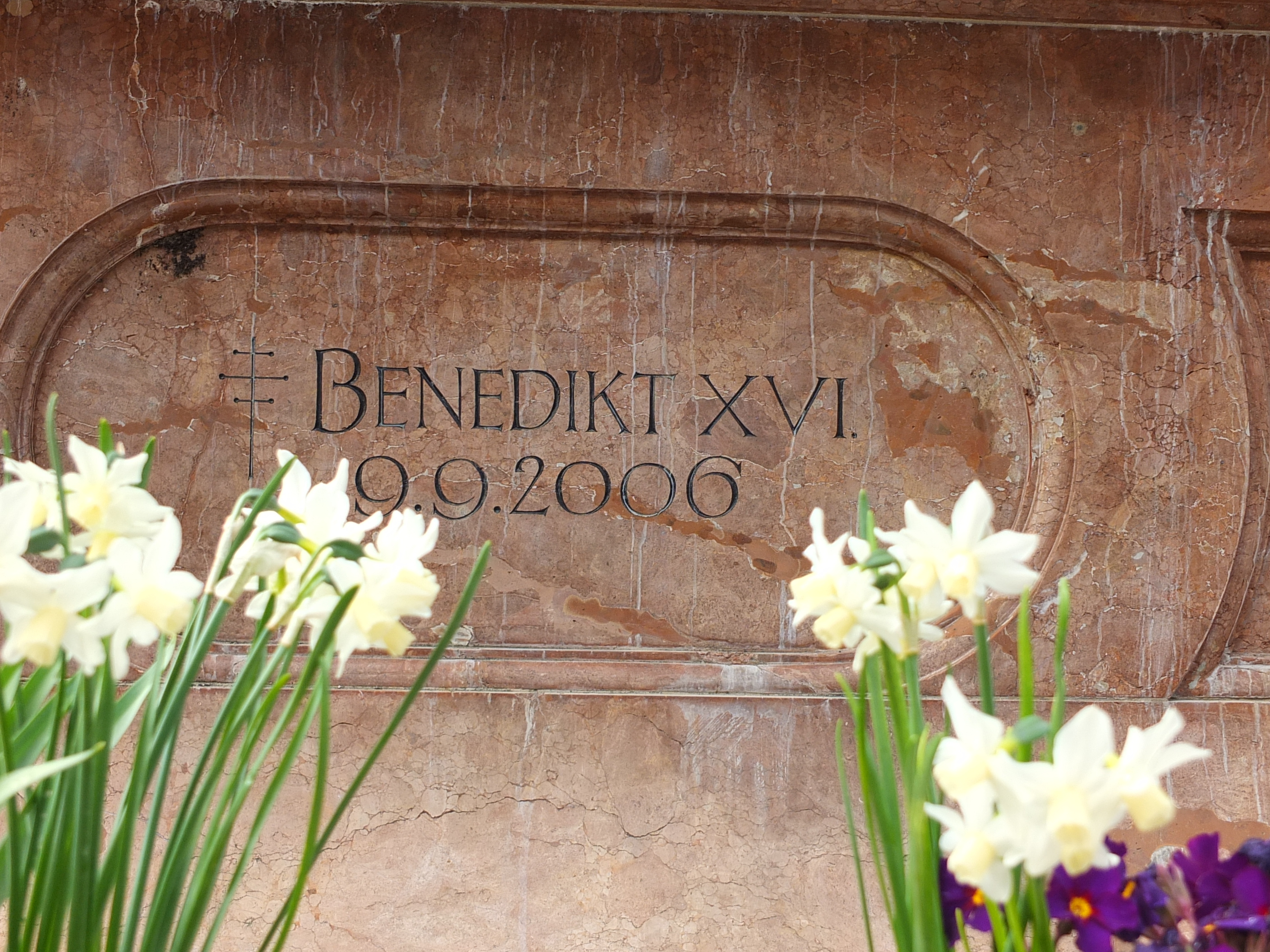
Visita di Papa Benedetto XVI.

La data della visita di Papa Giovanni Paolo II (19 novembre 1980) e Papa Benedetto XVI (9 settembre 2006) alla Colonna Mariana di Monaco di Baviera è stata incisa sulla base di marmo della statua del santo poco dopo le loro visite.
Nel 2006, Papa Benedetto XVI ha ricordato parlando davanti alla Colonna Mariana che proprio qui si era affidato a Maria quando era arcivescovo nel 1977 e nel 1982. Citò la leggenda del primo vescovo di Frisinga, che ordinò a un orso che aveva sbranato il suo cavallo di portare i suoi bagagli a Roma e che, come l'orso corbiniano, divenne un simbolo del portare il peso dell'ufficio ecclesiastico: "L'orso di San Corbiniano è stato liberato a Roma. Nel mio caso, il Signore ha deciso diversamente", sottolineando che come cardinale della Curia non poteva ritirarsi in Baviera, ma è diventato Papa, cosa che gli ha permesso di celebrare nuovamente la tradizionale ora di preghiera pontificale bavarese davanti alla statua di Maria. Ha aggiunto: "E così mi trovo di nuovo ai piedi della colonna mariana per implorare l'intercessione e la benedizione della Madre di Dio, non solo per la città di Monaco e non solo per la cara Baviera, ma per la Chiesa di tutto il mondo e per tutti gli uomini di buona volontà".